# El Barraco
El Barraco ist ein Ort und eine zentralspanische Gemeinde (municipio) mit nur noch 2.027 Einwohnern (Stand: 2024) im Südosten der Provinz Ávila in der Autonomen Gemeinschaft Kastilien-León.

## Lage und Klima
Der ca. 1005 m hoch gelegene Ort El Barraco liegt zwischen der Sierra de Gredos und der gut 26 km (Fahrtstrecke) nördlich gelegenen Provinzhauptstadt Ávila; das Tal des Río Alberche befindet sich ca. 6 km südlich. Das Klima im Winter ist kalt, im Sommer dagegen gemäßigt bis warm; der spärliche Regen (ca. 385 mm/Jahr) fällt verteilt übers ganze Jahr.

## Bevölkerungsentwicklung
| Jahr      | 1857  | 1900  | 1950  | 2000  | 2019  |
| Einwohner | 1.661 | 2.327 | 2.648 | 2.047 | 1.861 |

Die Mechanisierung der Landwirtschaft, die Aufgabe bäuerlicher Kleinbetriebe und der daraus resultierende Verlust an Arbeitsplätzen auf dem Lande haben seit der Mitte des 20. Jahrhunderts zu einem deutlichen Rückgang der Bevölkerung geführt.

## Wirtschaft
Die Landwirtschaft, vor allem der Obstbau und die Viehzucht, spielt traditionell die bedeutendste Rolle im Wirtschaftsleben der Gemeinde, die in früheren Zeiten auch ein regionales Zentrum für Handwerk und Handel für die Weiler und Einzelgehöfte in der Umgebung war. El Barraco ist ein Zentrum der Honigproduktion in der Provinz Ávila. Einnahmen aus dem Tourismus in Form der Vermietung von Ferienwohnungen (casas rurales) sind in den letzten Jahrzehnten hinzugekommen.

## Geschichte
Das Gebiet um El Barraco gehörte zum Siedlungsgebiet des keltischen Volksstamms der Vettonen, doch fehlen Funde aus römischer, westgotischer und selbst aus islamisch-maurischer Zeit. Für El Barraco ist anzunehmen, dass der Platz ausschließlich von Hirten und ihren Herden als Sommerweide aufgesucht wurde. Nach der Ankunft des Islam im frühen 8. Jahrhundert entvölkerte sich die Gegend und wurde erst nach der Rückeroberung (reconquista) Toledos (1085) neubesiedelt (repoblación). Die erste urkundliche Erwähnung des Ortsnamens stammt aus dem Jahr 1180; im Jahr 1304 löste sich der Ort von seiner Abhängigkeit von Ávila.

## Sehenswürdigkeiten

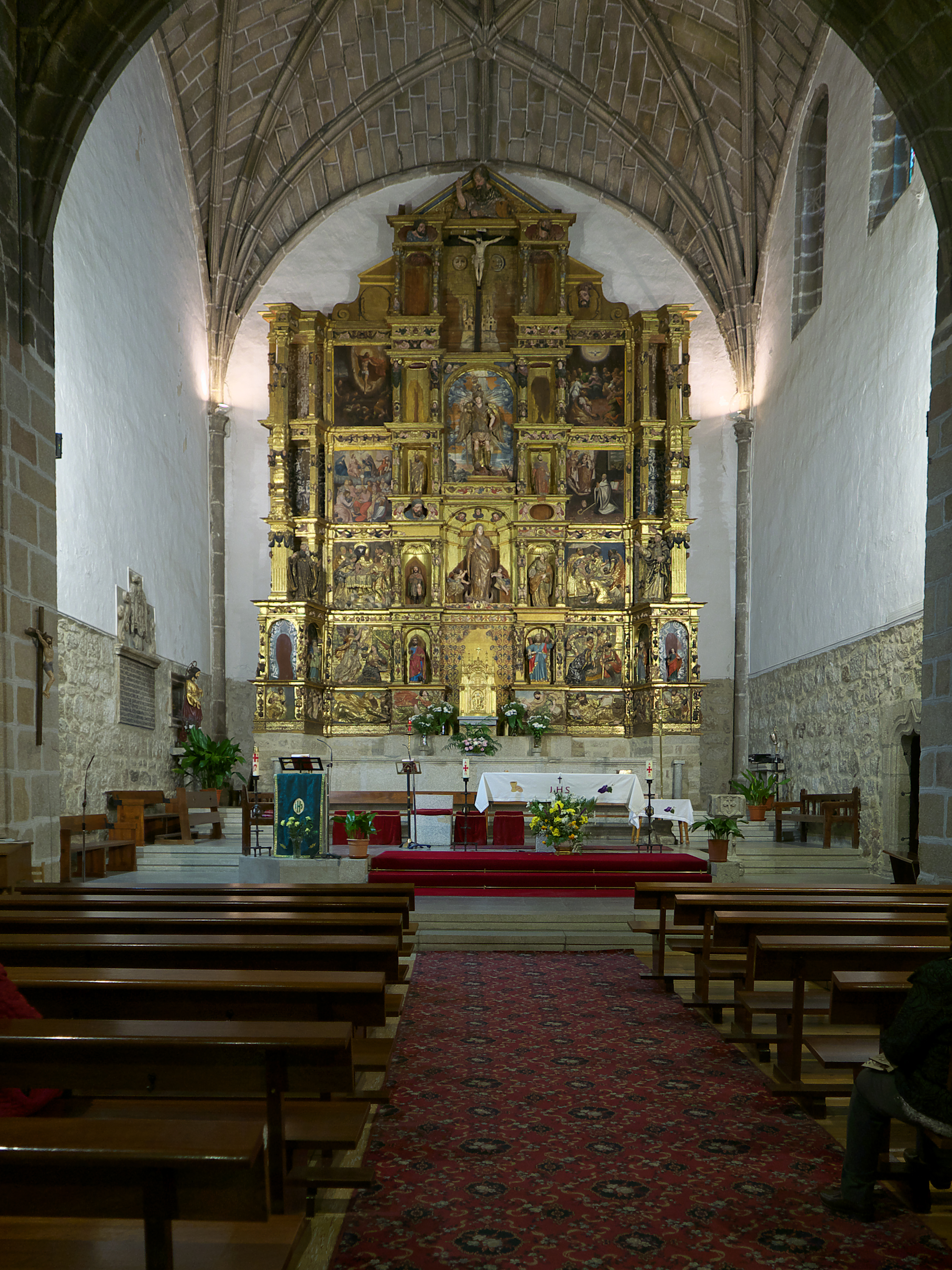
El Barraco – Altarretabel

- Ältestes Zeugnis menschlicher Besiedlung ist der steinerne Verraco, der heute im Ort selbst aufgestellt ist.
- Die Iglesia de Nuestra Señora de la Asunción stammt aus dem frühen 16. Jahrhundert. Vor die schmucklose Fassade wurde ein Glockenturm (campanario) angebaut. Im dreischiffigen Innern der Kirche tragen schlanke Holzstützen den offenen Dachstuhl; Schmuckstück ist ein Schnitzaltar (retablo) im Stil der Renaissance von Isidro de Villoldo aus der Mitte des 16. Jahrhunderts im rippengewölbten Chor.
- Die im 18. Jahrhundert erbaute Ermita de la Piedad steht im Ort.
- Das im 16. Jahrhundert erbaute Rathaus (ayuntamiento) ist das repräsentativste Gebäude des Ortes.

Umgebung
- Außerhalb des Ortes befinden sich zwei Steinbrücken aus dem 17. Jahrhundert – eine quert den Río Alberche, die andere den Río Gaznata.
- Ehemals gab es hier mehrere Weiler, die jedoch allesamt verschwunden sind (despoblados).
- Die in den Jahren 1927–29 erbaute und im Jahr 1930 eingeweihte Plaza de toros wird kaum noch genutzt.